# Enrico Bompiani
Pour les articles homonymes, voir Bompiani.
Enrico Bompiani (Rome, 12 février 1889 – Rome, 22 septembre 1975) est un mathématicien italien.

## Biographie
Il termine ses études à Rome et est diplômé en mathématiques à l'université de Rome « La Sapienza » le 5 juillet 1910, en soutenant une thèse concernant un problème géométrique projectif / différentiel dans l'espace à quatre dimensions (intitulée Spazio rigato a quattro dimensioni e spazio cerchiato ordinario), sous la supervision de Guido Castelnuovo, dont aujourd'hui l'Institut de Mathématiques de La Sapienza porte le nom. C'est Enrico Bompiani, directeur du même Institut de 1939 à 1959, qui présente la proposition de cette dénomination, au nom de ses collègues mathématiciens, à l'occasion de la commémoration de Castelnuovo en 1954.
De 1911 à 1913 et de 1917 à 1922, Enrico Bompiani est professeur adjoint de géométrie analytique et projective, la chaire tenue par Castelnuovo dans la même université. Dans les années 1913-1915, il est assistant à la chaire de géométrie projective et descriptive à l'Université de Pavie et y est professeur interne de l'Institut mathématique. Il est l'assistant de Francesco Gerbaldi.
En 1914, il obtient un diplôme d'enseignement libre en « Géométrie analytique » et en 1918, il obtient un diplôme d'ingénieur en aéronautique à l'École supérieure d'aéronautique de Paris. Il a participé à la Première Guerre mondiale dans l'armée de l'air.
Dans les années 1919 et 1920, il est nommé professeur, à la Faculté des sciences, du "Cours d'intégration de géométrie analytique et projective" et dans les années 1920 - 1921 du Cours d'analyse mathématique à l'École supérieure d'architecture de Rome.
Après avoir remporté le concours de la chaire d'algèbre et de géométrie en 1920, il est appelé en 1922 à la chaire de « Géométrie analytique et projective » à l'École polytechnique de Milan. De 1923 à 1927, il occupe la chaire de « Géométrie projective et descriptive » à l'université de Bologne, où il est également chargé des cours de « Application de la géométrie descriptive » et de « Géométrie supérieure ». En 1927, la Faculté des Sciences de l'Université La Sapienza de Rome l'appelle, sur proposition de Guido Castelnuovo, pour occuper la chaire de « Géométrie Descriptive », laissée vacante par Giulio Pittarelli (it). Enrico Bompiani occupe ce poste jusqu'à la fin de sa carrière, en 1959, alternant l'enseignement de la géométrie descriptive avec celui de la géométrie analytique et projective, suivant la ligne tracée par Corrado Segre et son disciple Alessandro Terracini.
En 1931, il est chargé d '«analyse supérieure»; il occupe ensuite le poste d'enseignant de "géométrie différentielle" pendant de nombreuses années. Il est professeur émérite à partir de 1964.
La vaste production scientifique d'Enrico Bompiani comprend plus de 320 publications. Elles concernent principalement la géométrie différentielle et la topologie différentielle. Particulièrement remarquables sont les développements qu'il a donnés à la théorie des éléments différentiels, à la fois linéaires et multidimensionnels.

## Prix et distinctions
L'activité scientifique d'Enrico Bompiani a reçu de nombreuses reconnaissances tant au niveau national qu'international. Il reçoit le prix de mathématiques de la Fondation Besso (1923) ; la médaille d'or de l'Académie italienne des sciences, dite XL (1926) ; le Prix Royal de Mathématiques décerné par l'Académie des Lyncéens (1938); l'Étoile d'Or du Mérite de l'École (1942) ; la Médaille d'Or du Président de la République (1956) ; la médaille d'or pour le 50e anniversaire de la fondation de l'Union mathématique italienne (1972). Il est docteur honoris causa de l'université de Groningue (Pays-Bas, 1964), de l'université de Bologne (1966) et de l'université de Iași (Roumanie, 1970).

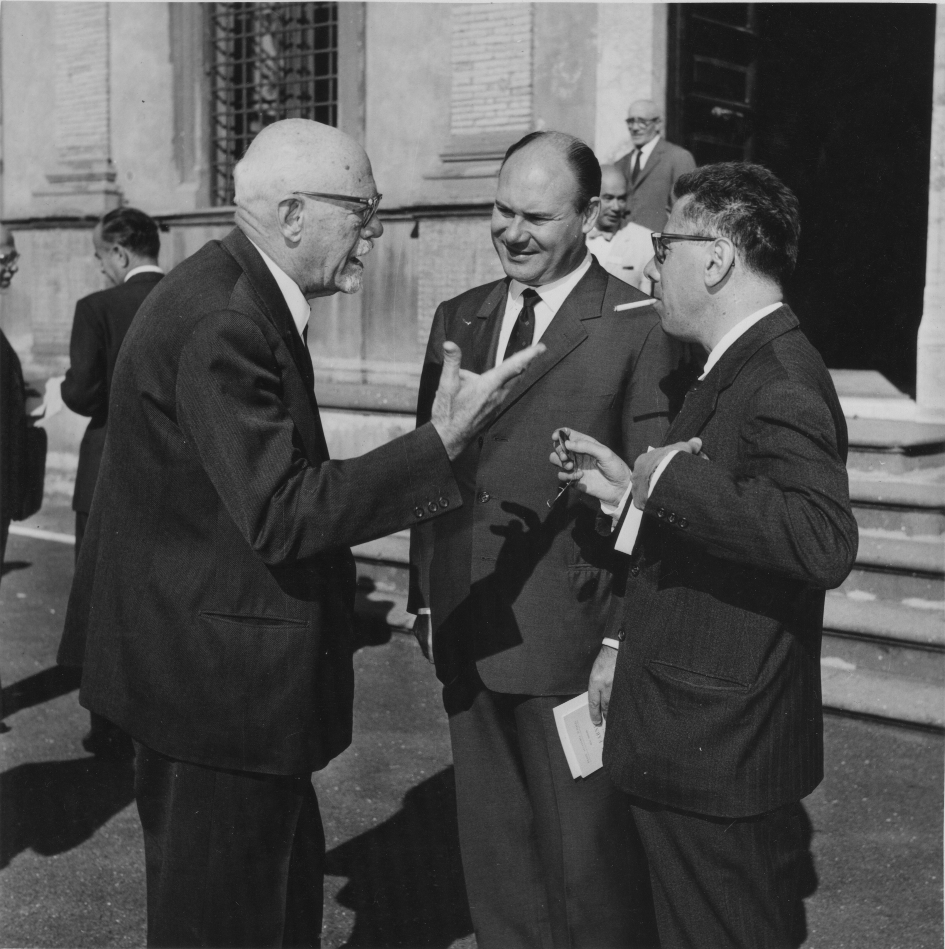
De gauche à droite : Enrico Bompiani, Giovanni Battista Rizza, Vittorio Dalla Volta, Symposium international sur la géométrie algébrique, Rome 1965.

Il est membre de nombreuses académies italiennes et étrangères : Académie des sciences de l'institut de Bologne (1925) ; Académie des Lyncéens (membre correspondant en 1935, membre national en 1948); Académie roumaine (Bucarest); Académie des sciences et des lettres de l'institut lombard (Milan); Académie des sciences de Turin (1937); Société Royale des Sciences de Liège (1951) ; Académie nationale des sciences dite XL (1951) ; Académie autrichienne des sciences à Vienne (1955) ; Académie Nationale des Sciences, Lettres et Beaux Arts de Belgique (Bruxelles, 1956) ; "Membre honorifique de la République Populaire Roumaine" (1965).
Il a également été membre de nombreux comités scientifiques ou éditoriaux : Comité pour les mathématiques et la physique du Conseil national de la recherche (Rome 1926 - 1965) ; Institut national de mathématiques supérieures (it), INdAM (depuis 1941) ; Annales de Mathématiques Pures et Appliquées (Bologne) ; Circolo Matematico di Palermo ; Rendiconti di Matematica e delle sue applicazioni, (Rome depuis 1926); Bulletin de l'Union mathématique italienne (Bologne); Zentralblatt für Mathematik (Berlin); Archiv der Mathematik (Fribourg); Compositio Mathematica (Groningue); Société Tensor (Sapporo); Series on Pure and Applied Mathematics (Londres).
De 1938 à 1949, il est vice-président de l'Union mathématique italienne, président de 1949 à 1952 et président d'honneur à partir de 1952. De 1951 à 1956, il est secrétaire de l'Union mathématique internationale. Il est également actif au sein de la Commission internationale de l'enseignement mathématique. De 1948 à 1960, il est membre de la Commission américaine pour les échanges culturels avec l'Italie (Programme Fulbright). Il donne de nombreux cours et conférences en Italie et à l'étranger : en Europe, aux États-Unis et en Inde.
Il est professeur invité en 1930 en tant que à l'Université de Chicago, où il revient en 1934. Immédiatement après la Seconde Guerre mondiale , il est professeur invité à l'Université du Missouri à Kansas City (1946) et plus tard à l'Université de Pittsburgh (Pennsylvanie, 1947-1961), dont il est également "A.W. Mellon Professor" de 1959 à 1961. Des cours dispensés aux États-Unis par Enrico Bompiani subsistent quelques volumes de conférences sur la géométrie différentielle (Chicago 1930 et Pittsburgh 1948 et 1949).
En 1954, il fonde le Centre international d'été de mathématiques (CIME), dont il reste directeur jusqu'en 1974. L'activité de ce centre, qui a utilisé le travail des meilleurs spécialistes du domaine international, a été et continue d'être d'une grande aide et d'un grand bénéfice pour les jeunes mathématiciens italiens et étrangers.
Parmi ses élèves, figure Fabio Conforto.
Bompiani est conférencier invité au Congrès international des mathématiciens en 1912 à Cambridge (Angleterre) puis en 1928 à Bologne.